# Poule A de la Coupe du monde de rugby à XV 2023
La poule A de la Coupe du monde de rugby à XV 2023, qui se dispute en France du 8 septembre au 28 octobre 2023, comprend cinq équipes dont les deux premières se qualifient pour les quarts de finale de la compétition. Conformément au tirage au sort effectué le 14 décembre 2020 à Paris, les équipes de Nouvelle-Zélande (Chapeau 1), de France (Chapeau 2), d'Italie (Chapeau 3), de l'Uruguay (Chapeau 4) et de Namibie (Chapeau 5) composent ce groupe A.

## Classement
| Rang | Pays             | J | V | N | D | Em | Ee | Bo | Bd | Pm  | Pe  | Diff | Pts |
| ---- | ---------------- | - | - | - | - | -- | -- | -- | -- | --- | --- | ---- | --- |
| 1    | France           | 4 | 4 | 0 | 0 | 27 | 5  | 2  | 0  | 210 | 32  | +178 | 18  |
| 2    | Nouvelle-Zélande | 4 | 3 | 0 | 1 | 38 | 4  | 3  | 0  | 253 | 47  | +206 | 15  |
| 3    | Italie           | 4 | 2 | 0 | 2 | 15 | 25 | 2  | 0  | 114 | 181 | -67  | 10  |
| 4    | Uruguay          | 4 | 1 | 0 | 3 | 9  | 21 | 1  | 0  | 65  | 164 | -99  | 5   |
| 5    | Namibie          | 4 | 0 | 0 | 4 | 3  | 37 | 0  | 0  | 37  | 255 | -218 | 0   |

|  | Qualifiés pour les quarts de finale, et pour la Coupe du monde 2027 |
|  | Éliminé, mais qualifié pour la Coupe du monde 2027                  |

## Les matchs
| 8 septembre 2023  | France           | 27 - 13 | Nouvelle-Zélande | Stade de France, Saint-Denis              |
| 9 septembre 2023  | Italie           | 52 - 8  | Namibie          | Stade Geoffroy-Guichard, Saint-Étienne    |
| 14 septembre 2023 | France           | 27 - 12 | Uruguay          | Stade Pierre-Mauroy, Villeneuve-d'Ascq    |
| 15 septembre 2023 | Nouvelle-Zélande | 71 - 3  | Namibie          | Stadium de Toulouse, Toulouse             |
| 20 septembre 2023 | Italie           | 38 - 17 | Uruguay          | Stade de Nice, Nice                       |
| 21 septembre 2023 | France           | 96 - 0  | Namibie          | Stade Vélodrome, Marseille                |
| 27 septembre 2023 | Uruguay          | 36 - 26 | Namibie          | Parc Olympique lyonnais, Décines-Charpieu |
| 29 septembre 2023 | Nouvelle-Zélande | 96 - 17 | Italie           | Parc Olympique lyonnais, Décines-Charpieu |
| 5 octobre 2023    | Nouvelle-Zélande | 73 - 0  | Uruguay          | Parc Olympique lyonnais, Décines-Charpieu |
| 6 octobre 2023    | France           | 60 - 7  | Italie           | Parc Olympique lyonnais, Décines-Charpieu |

### France - Nouvelle-Zélande
Homme du match :  Grégory Alldritt
Points marqués :

France :
- 2 essais de Penaud (55e) et Jaminet (78e)

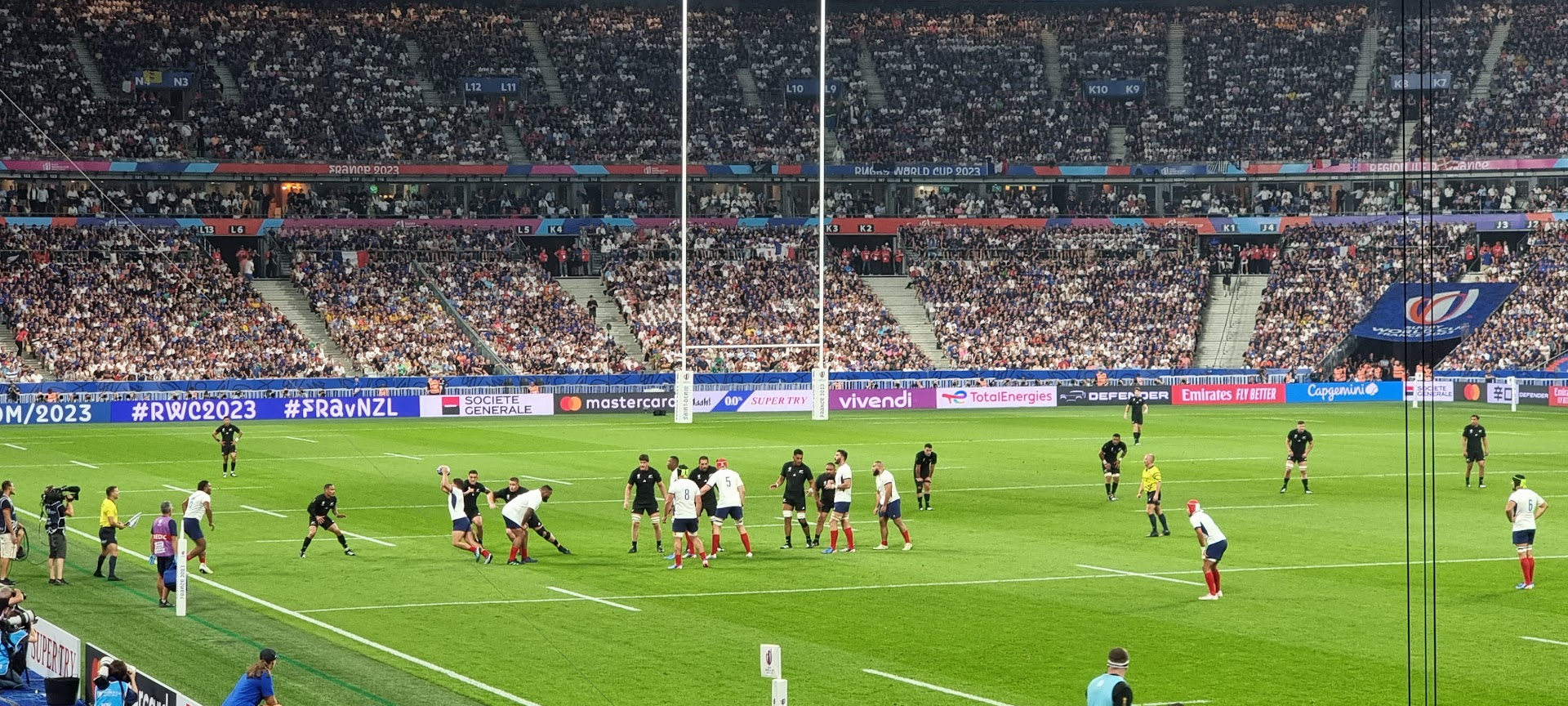
France vs Nouvelle-Zélande.

- 1 transformation de Ramos (55e)
- 5 pénalités de Ramos (5e, 19e, 28e, 65e, 73e)

Nouvelle-Zélande :
- 2 essais de Telea (2e, 43e)
- 1 pénalité de Mo'unga (25e)

Évolution du score : 0-5, 3-5, 6-5, 6-8, 9-8, 9-13, 14-13, 16-13, 19-13, 22-13, 27-13.
Arbitre :  Jaco Peyper
Touche :  Karl Dickson /  Christophe Ridley (en) 
Vidéo :  Tom Foley
Résumé : Le match d'ouverture de cette Coupe du monde de rugby à XV 2023 opposant la France à la Nouvelle-Zélande est un record d'audience à la télévision française avec plus de quinze millions de téléspectateurs qui ont regardé le match, atteignant même un pic à dix-sept millions en fin de match,.
Malgré un début de match poussif de la part des Français, les bleus rentrent aux vestiaires avec un avantage au score 9-8 après trois pénalité de Ramos répondant à un essai de Marc Telea en tout début de match et une pénalité de Mo'unga. La seconde période est en revanche à l'avantage des français auteurs d'une remarquable discipline (4 pénalités concédées). Telea marque le second essai black en tout début de seconde période, mais Damian Penaud lui répond en marquant le premier essai français peu avant l'heure de jeu, à la suite d'un excellent travail de son ouvreur Mathieu Jalibert. L'essai est transformé et est suivi de deux pénalités de Ramos permettant aux français de mener 22-13.
En toute fin de match, sur un ballon haut mal négocié, Melvyn Jaminet récupère le ballon à deux mètres de l'en-but néo-zélandais et aplatit en esquivant le plaquage du défenseur. L'essai ne sera pas transformé mais permet à la France de s'imposer 27-13, infligeant une toute première défaite aux all-blacks en match de poule d'une coupe du monde.
| France · Titulaires · 15 Thomas Ramos 76e · 14 Damian Penaud 55e · 13 Gaël Fickou · 12 Yoram Moefana 58e · 11 Gabin Villière · 10 Matthieu Jalibert · 9 Antoine Dupont 76e · 8 Grégory Alldritt · 7 Charles Ollivon · 6 François Cros 63e · 5 Thibaud Flament · 4 Cameron Woki 49e · 3 Uini Atonio 53e · 2 Julien Marchand 12e · 1 Reda Wardi 53e · Remplaçants · 16 Peato Mauvaka 12e · 17 Jean-Baptiste Gros 53e · 18 Dorian Aldegheri 53e · 19 Romain Taofifénua 49e · 20 Paul Boudehent 63e · 21 Maxime Lucu 76e · 22 Arthur Vincent 58e · 23 Melvyn Jaminet 76e 78e · Entraîneur · Fabien Galthié |  | Nouvelle-Zélande · Titulaires · Beauden Barrett 15 · 57e à 67e Will Jordan 14 · Rieko Ioane 13 · 63e Anton Lienert-Brown 12 · 2e 43e 72e Mark Telea 11 · Richie Mo'unga 10 · 63e Aaron Smith 9 · Ardie Savea 8 · Dalton Papali'i 7 · 57e Tupou Vaa'i 6 · Scott Barrett 5 · 69e Sam Whitelock 4 · 53e Nepo Laulala 3 · 57e Codie Taylor 2 · 53e Ethan de Groot 1 · Remplaçants · 57e Samisoni Taukei'aho 16 · 53e Ofa Tu'ungafasi 17 · 53e Fletcher Newell 18 · 69e Brodie Retallick 19 · 57e Luke Jacobson 20 · 63e Finlay Christie 21 · 63e David Havili 22 · 72e Leicester Fainga'anuku 23 · Entraîneur · Ian Foster |

### Italie - Namibie
Homme du match :  Lorenzo Cannone
Points marqués :

Italie :
- 7 essais de L. Cannone (11e), Garbisi (15e), Lamb (46e), Capuozzo (55e), Faiva (74e), Zuliani (78e) et Odogwu (80e+3)
- 7 transformations de Allan (12e, 16e, 47e, 56e, 75e, 80e, 80e+4)
- 1 pénalité de Allan (8e)

Namibie :
- 1 essai de Mouton (21e)
- 1 pénalité de Swanepoel (4e)

Évolution du score : 0-3, 3-3, 10-3, 15-3, 17-3 17-8, 22-8, 24-8, 29-8, 31-8, 36-8, 38-8, 43-8, 45-8, 50-8, 52-8
Arbitre :  Andrew Brace
Touche :  Paul Williams /  Chris Busby (en) 
Vidéo :  Joy Neville
Résumé : 
| Italie · Titulaires · 15 Tommaso Allan · 14 Ange Capuozzo 55e · 13 Juan Ignacio Brex 62e · 12 Luca Morisi 48e · 11 Monty Ioane · 10 Paolo Garbisi 15e · 9 Stephen Varney 48e · 8 Lorenzo Cannone 11e · 7 Michele Lamaro · 6 Sebastian Negri 48e · 5 Federico Ruzza 57e · 4 Dino Lamb 46e · 3 Simone Ferrari 50e · 2 Giacomo Nicotera 50e · 1 Danilo Fischetti 57e · Remplaçants · 16 Hame Faiva 50e 74e · 17 Ivan Nemer 57e · 18 Marco Riccioni 50e · 19 David Sisi 57e · 20 Manuel Zuliani 48e 78e · 21 Martin Page-Relo 48e · 22 Paolo Odogwu 62e 80+3e · 23 Pierre Bruno 48e · Entraîneur · Kieran Crowley |  | Namibie · Titulaires · Divan Rossouw (en) 15 · 21e 64e Gerswin Mouton 14 · Johan Deysel 13 · 58e Danco Burger 12 · JC Greyling (en) 11 · Tiaan Swanepoel 10 · 58e Damian Stevens 9 · Richard Hardwick 8 · Johan Retief 7 · 50e Wian Conradie 6 · Tjiuee Uanivi 5 · 58e Adriaan Ludick (en) 4 · 50eJohannes Coetzee 3 · 10e à 20e 52e Torsten van Jaarsveld 2 · 36e Desiderius Sethie (en) 1 · Remplaçants · 52e Louis van der Westhuizen 16 · 36e Jason Benade 17 · 50e Casper Viviers 18 · 55e Tiaan de Klerk (en) 19 · 50e Prince ǃGaoseb 20 · 58e Jacques Theron 21 · 64e Andre van den Berg 22 · 58e Le Roux Malan 23 · Entraîneur · Allister Coetzee |

### France - Uruguay
Homme du match :  Maxime Lucu
Points marqués :

France :
- 3 essais de Hastoy (12e), Mauvaka (58e) et de Bielle-Biarrey (72e)
- 3 transformations de Jaminet (12e, 58e, 72e)
- 2 pénalités de Jaminet (4e, 16e)

Uruguay :
- 2 essais de Freitas (6e) et de Amaya (55e)
- 1 transformation de Etcheverry (55e)

Évolution du score : 3-0, 3-5, 10-5, 13-5, 13-12, 20-12, 27-12 
Arbitre :  Ben O'Keeffe
Touche :  Paul Williams /  James Doleman (en) 
Vidéo :  Ben Whitehouse (en)
Résumé : Lors de ce match opposant le XV de France aux Uruguayens, Louis Bielle-Biarrey devient le plus jeune joueur français de l'histoire à disputer une Coupe du monde (à 20 ans et 87 jours).
C'est une équipe de France totalement remaniée qui affronte l'Uruguay après sa victoire face à la Nouvelle-Zélande en ouverture. L'Uruguay quant à elle, débute sa Coupe du monde. Après une première pénalité de Jaminet, l'Uruguay surprend de timides français en marquant le premier essai du match (6e minute de jeu): sur une action au centre du terrain, Etcheverry tente une passe au pied audacieuse pour son ailier qui contrôle au genou et part aplatir en coin.
La France réagit aussitôt en marquant un essai à la sortie d'une mêlée: Lucu joue avec son ouvreur qui contourne son vis à vis, pour marquer son premier essai en sélection. La France mène alors 13-5. En supériorité numérique à la suite du carton jaune de Romain Taofifenua, les Uruguayens tentent un ballon porté, avant d'écarter proprement au centre du terrain où Etcheverry trouve un intervalle dans la défense tricolore et part aplatir. L'essai sera finalement refusé à la vidéo, permettant aux Français de regagner les vestiaires avec un maigre avantage 13-5.
En début de seconde période, Gabin Villière se voit lui aussi refuser un essai pour un en-avant de passe. C'est le moment que choisissent les uruguayens pour surprendre une nouvelle fois les Français en marquant leur second essai sur un exploit individuel d'Amaya. L'arrière sud-américain efface trois défenseurs et part marquer en coin. L'Uruguay revient alors à un petit point des Français 13-12. Mais sur le renvoi, Peato Mauvaka contre le dégagement uruguayen, récupère et marque le deuxième essai français. Transformé, les bleus reprennent un peu de marge en menant 20-12.
A moins de dix minutes de la fin du match, les Français dans l'avancée, parviennent à décaler Louis Bielle-Biarrey, après une passe après contact d'Arthur Vincent et une passe sur le pas d'Antoine Hastoy. Transformé, l'essai rapproche les français du point de bonus offensif : 27-12.
En toute fin de match, l'Uruguay tente une ultime offensive, mais le troisième ligne français Sekou Macalou vient défendre et enclenche un contre-ruck: il récupère la possession du ballon, tape au pied, récupère et au terme d'une course de 80 m, marque enfin le quatrième essai français. Cet essai sera néanmoins annulé par l'arbitre Ben O'Keeffe considérant que Macalou botte le ballon au pied tandis que celui-ci se trouvait encore dans le ruck. Le match se termine sur une victoire française mitigée : 27-12.
L'Uruguay signe une belle performance en tenant tête au pays hôte, mais ne ramène aucun point de cette performance. La France, elle, signe une seconde victoire en deux matches mais reste sur une note frustrante, se montrant incapable d'obtenir le point de bonus offensif.
| France · Titulaires · 15 Melvyn Jaminet · 14 Louis Bielle-Biarrey 73e · 13 Arthur Vincent · 12 Yoram Moefana · 11 Gabin Villière · 10 Antoine Hastoy 11e · 9 Maxime Lucu 64e · 8 Anthony Jelonch 50e · 7 Sekou Macalou · 6 Paul Boudehent · 5 Romain Taofifénua 27e à 37e 50e · 4 Cameron Woki 58e · 3 Dorian Aldegheri 50e · 2 Pierre Bourgarit 50e · 1 Jean-Baptiste Gros 50e · Remplaçants · 16 Peato Mauvaka 50e 55e · 17 Reda Wardi 50e · 18 Sipili Falatea 50e · 19 Bastien Chalureau 50e · 20 Thibaud Flament 58e · 21 François Cros 50e · 22 Baptiste Couilloud 64e · 23 Thomas Ramos · Entraîneur · Fabien Galthié |  | Uruguay · Titulaires · 53e Baltazar Amaya 15 · Bautista Basso (en) 14 · Tomás Inciarte 13 · Andrés Vilaseca 12 · 6e Nicolás Freitas 11 · 58e Felipe Etcheverry 10 · 58e Santiago Arata 9 · 54e Manuel Diana 8 · Santiago Civetta (en) 7 · 54e Manuel Ardao 6 · Manuel Leindekar 5 · 58eFelipe Aliaga (en) 4 · 50e Ignacio Péculo (en) 3 · 50e Guillermo Pujadas (en) 2 · 50e Mateo Sanguinetti 1 · Remplaçants · 50e Facundo Gattas 16 · 50e Matías Benítez (en) 17 · 50e Reinaldo Piussi 18 · 58e Ignacio Dotti 19 · 54e Lucas Bianchi 20 · 54e Carlos Deus (en) 21 · 58e Agustín Ormaechea 22 · 58e Felipe Berchesi 23 · Entraîneur · Esteban Meneses (en) |

### Nouvelle-Zélande - Namibie
Homme du match :  Cam Roigard
Points marqués :

Nouvelle-Zélande :
- 11 essais de Roigard (2e, 7e), McKenzie (20e, 39e), Fainga'anuku (25e), Lienert-Brown (35e), de Groot (49e), Papali'i (54e), Havili (58e), Clarke (66e) et Ioane (77e)
- 7 transformations de McKenzie (2e, 20e, 34e, 39e, 54e, 58e, 66e, 77e)

Namibie :
- 1 pénalité de Swanepoel (11e)

Évolution du score : 7-0, 12-0, 12-3, 19-3, 24-3, 31-3, 38-3, 43-3, 50-3, 57-3, 64-3, 71-3
Arbitre :  Luke Pearce
Touche :  Andrew Brace  /  Jordan Way (en) 
Vidéo :  Brian MacNeice
Résumé : 
| Nouvelle-Zélande · Titulaires · 15 Beauden Barrett 60e · 14 Caleb Clarke 66e · 13 Anton Lienert-Brown 35e 69e · 12 David Havili 58e · 11 Leicester Fainga'anuku 25e · 10 Damian McKenzie 20e 39e · 9 Cam Roigard 2e 7e 67e · 8 Ardie Savea 64e · 7 Dalton Papali'i 54e · 6 Luke Jacobson 74e · 5 Sam Whitelock · 4 Brodie Retallick 57e · 3 Nepo Laulala 48e · 2 Samisoni Taukei'aho 52e · 1 Ofa Tu'ungafasi 48e · Remplaçants · 16 Dane Coles 52e · 17 Ethan de Groot 48e 49e 72e · 18 Fletcher Newell 48e · 19 Scott Barrett 57e · 20 Tupou Vaa'i 64e · 21 Aaron Smith 67e · 22 Richie Mo'unga 60e · 23 Rieko Ioane 69e 77e · Entraîneur · Kieran Crowley |  | Namibie · Titulaires · Cliven Loubser 15 · Gerswin Mouton 14 · Johan Deysel 13 · 18e Le Roux Malan 12 · Divan Rossouw (en) 11 · Tiaan Swanepoel 10 · 78e Damian Stevens 9 · 59e Richard Hardwick 8 · 69e Prince ǃGaoseb 7 · 50e Wian Conradie 6 · Tjiuee Uanivi 5 · Johan Retief 4 · Johannes Coetzee 3 · 50e Torsten van Jaarsveld 2 · 50e Jason Benade 1 · Remplaçants · 50e Louis van der Westhuizen 16 · 50e Desiderius Sethie (en) 17 · 74e Haitembu Shikufa 18 · 50e Pieter-Jan van Lill 19 · 74e Adriaan Booysen (en) 20 · 69e Max Katjijeko 21 · 78e Jacques Theron 22 · 18e JC Greyling (en) 23 · Entraîneur · Allister Coetzee |

### Italie - Uruguay
Homme du match :  Michele Lamaro
Points marqués :

Italie :
- 5 essais de Pani (7e), Lamaro (46e), Ioane (52e), L. Cannone (56e), Brex (61e)
- 5 transformations de Allan (8e, 47e, 53e, 57e, 62e)
- 1 pénalité de Garbisi (70e)

Uruguay :
- 2 essais de pénalité (27e) et Freitas (37e)
- 2 transformations de Etcheverry (27e, 38e)
- 1 drop de Etcheverry (42e)

Évolution du score : 7-0, 7-7, 7-14, 7-10, 7-17, 14-17, 21-17, 28-17, 35-17, 38-17
Arbitre :  Angus Gardner
Touche :  Andrew Brace  /  Jordan Way (en) 
Vidéo :  Tom Foley
Résumé : 
| Italie Titulaires 15 Ange Capuozzo 14 Lorenzo Pani 13 Juan Ignacio Brex 12 Paolo Garbisi 11 Monty Ioane 10 Tommaso Allan 9 Alessandro Garbisi 8 Lorenzo Cannone 7 Michele Lamaro 6 Sebastian Negri 5 Federico Ruzza 4 Niccolò Cannone 3 Marco Riccioni 2 Giacomo Nicotera 1 Danilo Fischetti Remplaçants 16 Luca Bigi 17 Federico Zani 18 Pietro Ceccarelli 19 Dino Lamb 20 Manuel Zuliani 21 Giovanni Pettinelli 22 Alessandro Fusco 23 Paolo Odogwu Entraîneur Kieran Crowley |  | Uruguay Titulaires Baltazar Amaya 15 Gastón Mieres 14 Tomás Inciarte 13 Andrés Vilaseca 12 Nicolás Freitas 11 Felipe Etcheverry 10 Santiago Arata 9 Manuel Diana 8 Santiago Civetta (en) 7 Manuel Ardao 6 Manuel Leindekar 5 Felipe Aliaga (en) 4 Ignacio Péculo (en) 3 Germán Kessler 2 Mateo Sanguinetti 1 Remplaçants Guillermo Pujadas (en) 16 Facundo Gattas 17 Diego Arbelo (en) 18 Ignacio Dotti 19 Carlos Deus (en) 20 Agustín Ormaechea 21 Felipe Berchesi 22 Bautista Basso (en) 23 Entraîneur Esteban Meneses (en) |

### France - Namibie
Homme du match :  Damian Penaud
Points marqués :

France :
- 14 essais de Penaud (6e, 21e, 55e), Danty (10e, 27e), Ollivon (18e, 68e), Flament (34e), Dupont (38e), Bielle-Biarrey (40e, 64e), Couilloud (47e), Jaminet (76e) et de pénalité  (79e)
- 13 transformations de Ramos (10e, 18e, 21e, 27e, 34e, 38e, 40e, 47e, 55e, 64e, 68e, 76e) et de pénalité  (79e)

Namibie : aucun
Évolution du score : 5-0, 12-0, 19-0, 26-0, 33-0, 40-0, 47-0, 54-0, 61-0, 68-0, 75-0, 82-0, 89-0, 96-0
Arbitre :  Matthew Carley
Touche :  Andrew Brace /  Craig Evans (en) 
Vidéo :  Joy Neville
Résumé : 
| France · Titulaires · 15 Thomas Ramos · 14 Damian Penaud 6e 21e 55e · 13 Gaël Fickou · 12 Jonathan Danty 10e 27e · 11 Louis Bielle-Biarrey 40e 64e · 10 Matthieu Jalibert 54e · 9 Antoine Dupont 38e 46e · 8 Anthony Jelonch 54e · 7 Charles Ollivon 18e 68e · 6 François Cros · 5 Thibaud Flament 34e · 4 Cameron Woki 40e 57e 66e · 3 Uini Atonio 40e · 2 Peato Mauvaka 54e · 1 Cyril Baille 40e · Remplaçants · 16 Pierre Bourgarit 54e · 17 Reda Wardi 40e · 18 Dorian Aldegheri 40e · 19 Romain Taofifénua 40e · 20 Paul Boudehent 54e 57e · 21 Baptiste Couilloud 46e 47e · 22 Yoram Moefana 66e · 23 Melvyn Jaminet 54e 76e · Entraîneur · Fabien Galthié |  | Namibie · Titulaires · 40e Andre van den Berg 15 · 56e Gerswin Mouton 14 · 48e Johan Deysel 13 · Danco Burger 12 · JC Greyling (en) 11 · Cliven Loubser 10 · 59e Jacques Theron 9 · 40e Prince ǃGaoseb 8 · Johan Retief 7 · Max Katjijeko 6 · Adriaan Ludick (en) 5 · 40e Mahepisa Tjeriko (en) 4 · 74e Johannes Coetzee 3 · 67e Louis van der Westhuizen 2 · 51e Desiderius Sethie (en) 1 · Remplaçants · 67e Obert Nortjé (en) 16 · 79e à 80e 51e Jason Benade 17 · 74e Haitembu Shikufa 18 · 40e Pieter-Jan van Lill 19 · 40e Richard Hardwick 20 · 59e Oela Blaauw 21 · 56e Alcino Izaacs (en) 22 · 40e Divan Rossouw (en) 23 · Entraîneur · Allister Coetzee |

### Uruguay - Namibie
Homme du match :  Santiago Arata
Points marqués :

Uruguay :
- 5 essais de Amaya (19e, 49e), Kessler (28e), Arata (54e) et Basso (en) (66e)
- 4 transformations de Etcheverry (28e, 49e, 54e) et Berchesi (66e)
- 1 pénalité de Berchesi (74e)

Namibie :
- 2 essais de Mouton (1re) et Greyling (en) (11e)
- 2 transformations de Swanepoel (1re, 11e)
- 4 pénalités de Swanepoel (25e, 36e, 43e, 69e)

Évolution du score : 0-7, 0-14, 5-14, 5-17, 12-17, 12-20, 12-23, 19-23, 26-23, 33-23, 33-26, 36-26
Arbitre :  Mathieu Raynal
Touche :  Nic Berry /  Chris Busby (en) 
Vidéo :  Ben Whitehouse (en)
Résumé :
| Uruguay Titulaires 15 Baltazar Amaya 14 Bautista Basso 13 Felipe Arcos Pérez 12 Andrés Vilaseca 11 Nicolás Freitas 10 Felipe Etcheverry 9 Santiago Arata 8 Carlos Deus 7 Santiago Civetta 6 Manuel Ardao 5 Manuel Leindekar 4 Felipe Aliaga 3 Diego Arbelo 2 Germán Kessler 1 Mateo Sanguinetti Remplaçants 16 Guillermo Pujadas 17 Facundo Gattas 18 Reinaldo Piussi 19 Juan Manuel Rodríguez 20 Eric Dosantos 21 Agustín Ormaechea 22 Felipe Berchesi 23 Juan Manuel Alonso Entraîneur Esteban Meneses (en) |  | Namibie Titulaires Cliven Loubser 15 Gerswin Mouton 14 Alcino Izaacs 13 Danco Burger 12 JC Greyling 11 Tiaan Swanepoel 10 Damian Stevens 9 Richard Hardwick 8 Tjiuee Uanivi 7 Prince ǃGaoseb 6 Tiaan de Klerk 5 Adriaan Ludick 4 Johannes Coetzee 3 Torsten van Jaarsveld 2 Jason Benade 1 Remplaçants Louis van der Westhuizen 16 Desiderius Sethie 17 Haitembu Shikufa 18 Pieter-Jan van Lill 19 Adriaan Booysen 20 Max Katjijeko 21 Jacques Theron 22 Andre van den Berg 23 Entraîneur Allister Coetzee |

### Nouvelle-Zélande - Italie
Homme du match :  Ardie Savea
Points marqués :

Nouvelle-Zélande :
- 14 essais de Jordan (7e, 70e), Smith (17e, (27e, (34e), Telea (19e), Savea (22e, 40e+5), Retallick (50e), Papali'i (56e), Coles (61e, 73e), McKenzie (67e) et Lienert-Brown (76e)
- 13 transformations de Mo'unga (7e, 17e, 19e, 22e, 27e, 34e, 40e+5, 50e, 56e) et McKenzie (67e, 70e, 73e, 76e)

Italie :
- 2 essais de Capuozzo (48e) et Ioane (80e+1)
- 2 transformations de Allan (48e) et Garbisi (80e+1)
- 1 pénalité de Allan (10e)

Évolution du score : 7-0, 7-3, 14-3, 21-3, 28-3, 35-3, 42-3  49-3, 49-10, 56-10, 63-10, 68-10, 75-10, 82-10, 89-10, 96-10, 96-17
Arbitre :  Matthew Carley
Touche :  Nic Berry /  Christophe Ridley (en) 
Vidéo :  Brett Cronan
Résumé : 
| Nouvelle-Zélande Titulaires 15 Beauden Barrett 14 Will Jordan 13 Rieko Ioane 12 Jordie Barrett 11 Mark Telea 10 Richie Mo'unga 9 Aaron Smith 8 Ardie Savea 7 Dalton Papali'i 6 Shannon Frizell 5 Scott Barrett 4 Brodie Retallick 3 Nepo Laulala 2 Codie Taylor 1 Ofa Tu'ungafasi Remplaçants 16 Dane Coles 17 Tamaiti Williams 18 Tyrel Lomax 19 Sam Whitelock 20 Sam Cane 21 Cam Roigard 22 Damian McKenzie 23 Anton Lienert-Brown Entraîneur Ian Foster |  | Italie Titulaires Tommaso Allan 15 Ange Capuozzo 14 Juan Ignacio Brex 13 Luca Morisi 12 Monty Ioane 11 Paolo Garbisi 10 Stephen Varney 9 Lorenzo Cannone 8 Michele Lamaro 7 Sebastian Negri 6 Federico Ruzza 5 Dino Lamb 4 Marco Riccioni 3 Giacomo Nicotera 2 Danilo Fischetti 1 Remplaçants Hame Faiva 16 Ivan Nemer 17 Simone Ferrari 18 Niccolò Cannone 19 Manuel Zuliani 20 Toa Halafihi 21 Martin Page-Relo 22 Paolo Odogwu 23 Entraîneur Kieran Crowley |

### Nouvelle-Zélande - Uruguay
Homme du match :  Damian McKenzie
Points marqués :

Nouvelle-Zélande :
- 11 essais de McKenzie (21e, 54e), Mo'unga (26e), Jordan (34e, 66e), Roigard (38e), Newell (45e), Fainga'anuku (50e, 69e, 78e) et Williams (74e)
- 9 transformations de Mo'unga (21e, 26e, 34e, 50e, 54e), McKenzie (66e, 69e) et Barrett (74e, 78e)

Uruguay : aucun

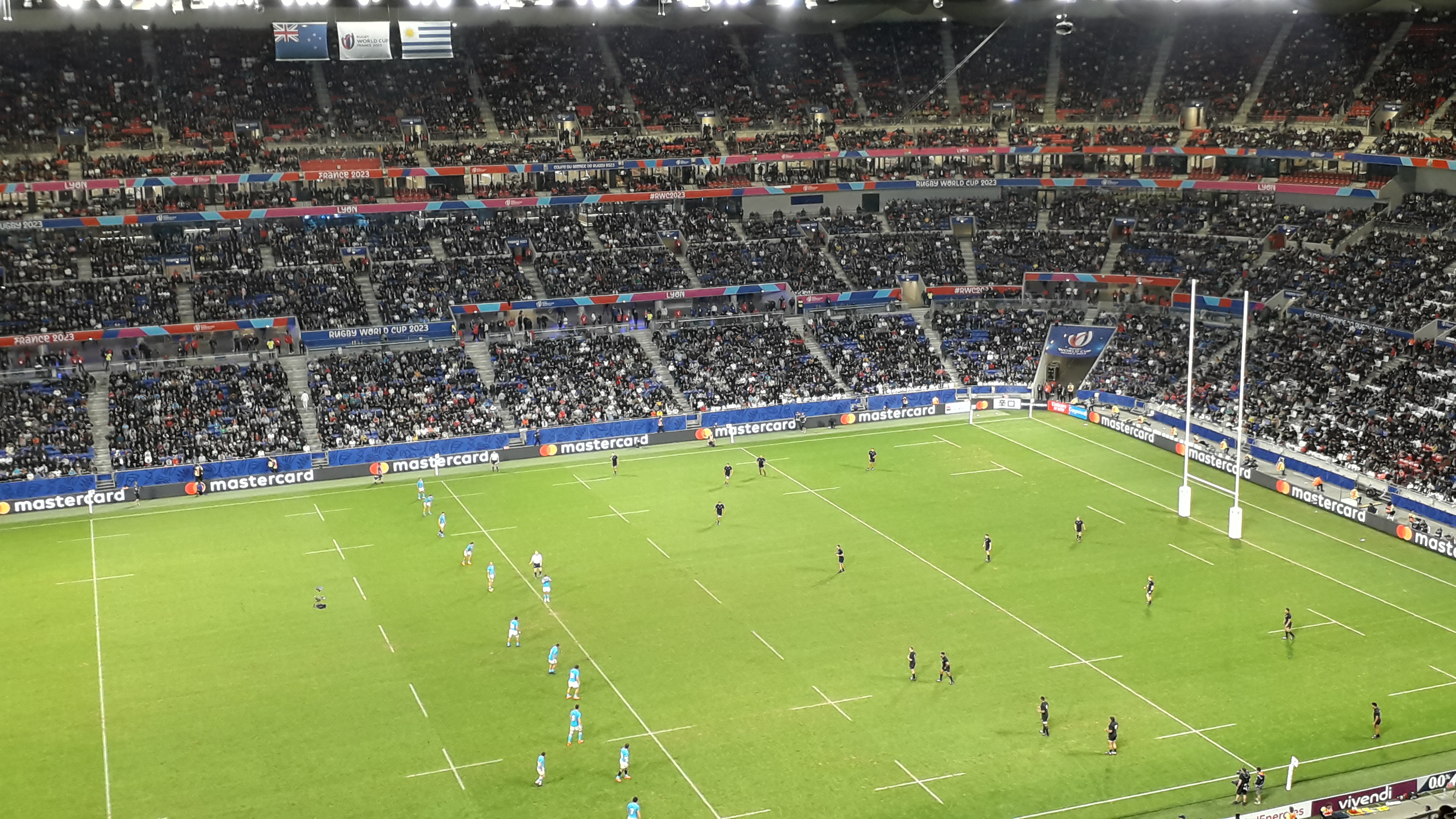
Vue de la pelouse du Parc Olympique lyonnais pendant le match.

Évolution du score : 7-0, 14-0, 21-0, 26-0, 31-0, 38-0, 45-0, 52-0, 59-0, 66-0, 73-0
Arbitre :  Wayne Barnes
Touche :  Matthew Carley /  Jordan Way (en) 
Vidéo :  Marius Jonker
Résumé : 
| Nouvelle-Zélande Titulaires 15 Damian McKenzie 14 Will Jordan 13 Anton Lienert-Brown 12 Jordie Barrett 11 Leicester Fainga'anuku 10 Richie Mo'unga 9 Cam Roigard 8 Luke Jacobson 7 Sam Cane 6 Shannon Frizell 5 Tupou Vaa'i 4 Sam Whitelock 3 Tyrel Lomax 2 Codie Taylor 1 Ofa Tu'ungafasi Remplaçants 16 Samisoni Taukei'aho 17 Tamaiti Williams 18 Fletcher Newell 19 Scott Barrett 20 Ethan Blackadder 21 Finlay Christie 22 Beauden Barrett 23 Caleb Clarke Entraîneur Ian Foster |  | Uruguay Titulaires Rodrigo Silva 15 Gastón Mieres 14 Tomás Inciarte 13 Andrés Vilaseca 12 Nicolás Freitas 11 Felipe Etcheverry 10 Santiago Arata 9 Manuel Diana 8 Lucas Bianchi (en) 7 Manuel Ardao 6 Manuel Leindekar 5 Ignacio Dotti 4 Diego Arbelo (en) 3 Germán Kessler 2 Mateo Sanguinetti 1 Remplaçants Guillermo Pujadas (en) 16 Matías Benítez (en) 17 Ignacio Péculo (en) 18 Juan Manuel Rodríguez 19 Santiago Civetta (en) 20 Agustín Ormaechea 21 Felipe Berchesi 22 Juan Manuel Alonso 23 Entraîneur Esteban Meneses (en) |

### France - Italie
Homme du match :  Grégory Alldritt
Points marqués :

France :
- 8 essais de Penaud (3e, 38e), Bielle-Biarrey (14e), Ramos (22e), Jalibert (47e), Mauvaka (54e) et Moefana (64e, 76e)
- 7 transformations de Ramos (3e, 14e, 22e, 38e, 47e, 54e) et Jaminet (64e)
- 2 pénalités de Ramos (7e) et Jaminet (80e+1)

Italie :
- 1 essai de Zuliani (70e)
- 1 transformation de Allan (70e)

Évolution du score : 7-0, 10-0, 17-0, 24-0, 31-0, 38-0, 45-0, 52-0, 52-7, 57-7, 60-7
Arbitre :  Karl Dickson
Touche :  Luke Pearce /  Craig Evans (en) 
Vidéo :  Marius Jonker
Résumé : 
| France Titulaires 15 Thomas Ramos 14 Damian Penaud 13 Gaël Fickou 12 Jonathan Danty 11 Louis Bielle-Biarrey 10 Matthieu Jalibert 9 Maxime Lucu 8 Grégory Alldritt 7 Charles Ollivon 6 Anthony Jelonch 5 Thibaud Flament 4 Cameron Woki 3 Uini Atonio 2 Peato Mauvaka 1 Cyril Baille Remplaçants 16 Pierre Bourgarit 17 Reda Wardi 18 Dorian Aldegheri 19 Romain Taofifénua 20 François Cros 21 Baptiste Couilloud 22 Yoram Moefana 23 Melvyn Jaminet Entraîneur Fabien Galthié |  | Italie Titulaires Ange Capuozzo 15 Pierre Bruno 14 Juan Ignacio Brex 13 Paolo Garbisi 12 Monty Ioane 11 Tommaso Allan 10 Stephen Varney 9 Lorenzo Cannone 8 Michele Lamaro 7 Sebastian Negri 6 Federico Ruzza 5 Niccolò Cannone 4 Pietro Ceccarelli 3 Hame Faiva 2 Simone Ferrari 1 Remplaçants Marco Manfredi 16 Federico Zani 17 Marco Riccioni 18 David Sisi 19 Manuel Zuliani 20 Alessandro Fusco 21 Luca Morisi 22 Lorenzo Pani 23 Entraîneur Kieran Crowley |